# 宇治 (伊勢市)

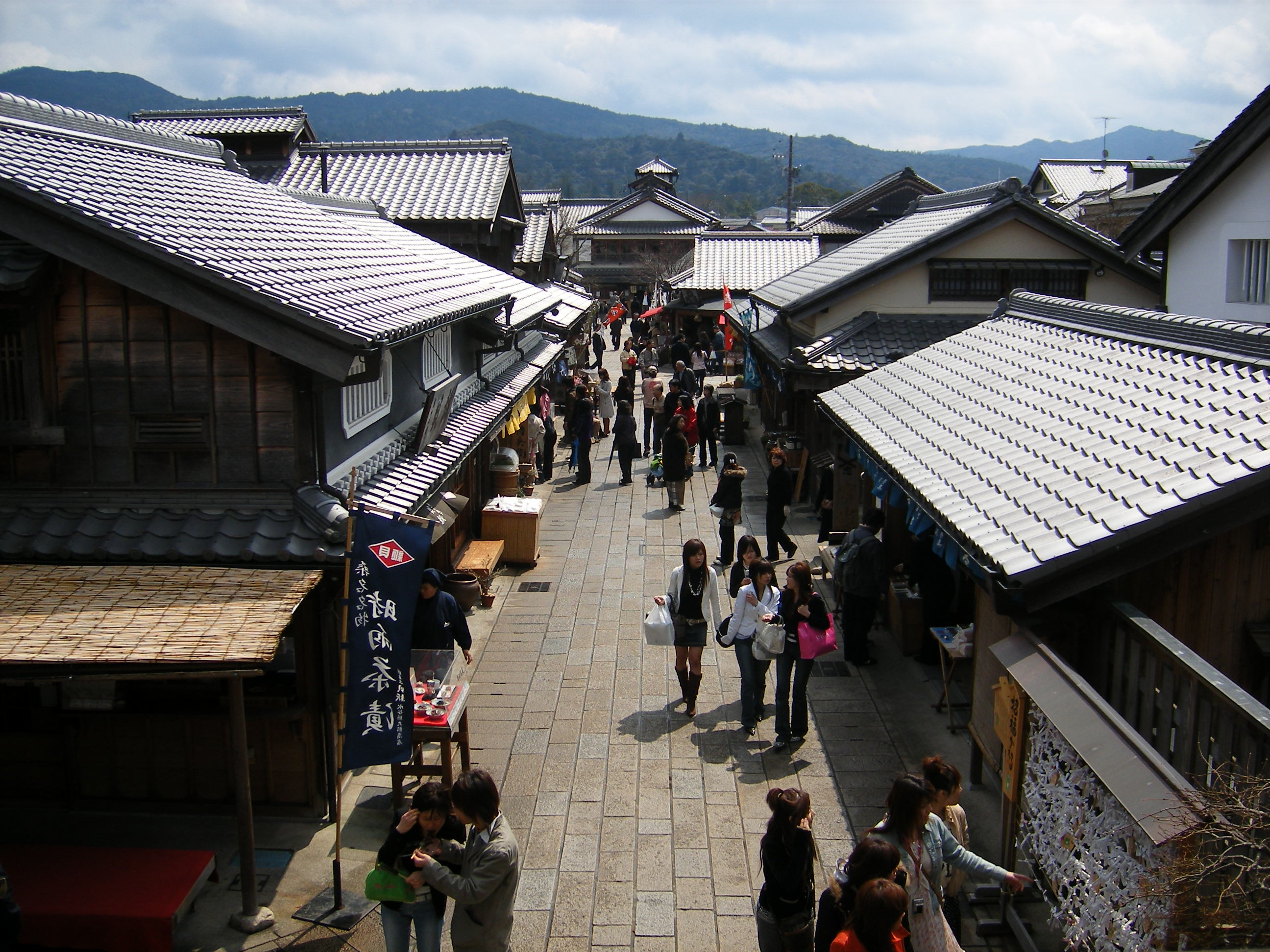
現在の宇治

宇治（うじ）は三重県伊勢市の地名である。伊勢神宮内宮の鳥居前町として発達してきた地域であり、三重県最大の観光都市伊勢を支えている。

## 概要
伊勢市街地の南東、五十鈴川の両岸に位置する平地と、内宮と外宮の中間にある古市丘陵からなり、伊勢志摩を代表する観光地を形成している。狭義には五十鈴川の両岸の平地に広がる内宮の門前町のみを宇治（または進修）と称し、古市丘陵は古市として別個に扱う。
『伊勢市史』によると「宇治」の範囲は以下の地区である。
| 地域名                         | 1955年3月以降の地名             | 1868年12月 - 1955年3月までの地名 | 1868年12月以前の地名 |
| ------------------------------ | ------------------------------- | -------------------------------- | -------------------- |
| 狭義の「宇治」（進修）         | 宇治館町                        | 館町                             | 館町                 |
| 狭義の「宇治」（進修）         | 宇治今在家町                    | 今在家町                         | 今在家町             |
| 狭義の「宇治」（進修）         | 宇治中之切町                    | 中ノ切町                         | 中ノ切町             |
| 狭義の「宇治」（進修）         | 宇治浦田町・宇治浦田一 - 三丁目 | 浦田町                           | 浦田町               |
| 古市（間の山・古市丘陵・修道） | 桜木町                          | 桜木町                           | 上中之地蔵町         |
| 古市（間の山・古市丘陵・修道） | 中之町                          | 中之町                           | 下中之地蔵町         |
| 古市（間の山・古市丘陵・修道） | 古市町                          |                                  |                      |
| 古市（間の山・古市丘陵・修道） | 久世戸町                        |                                  |                      |

## 歴史

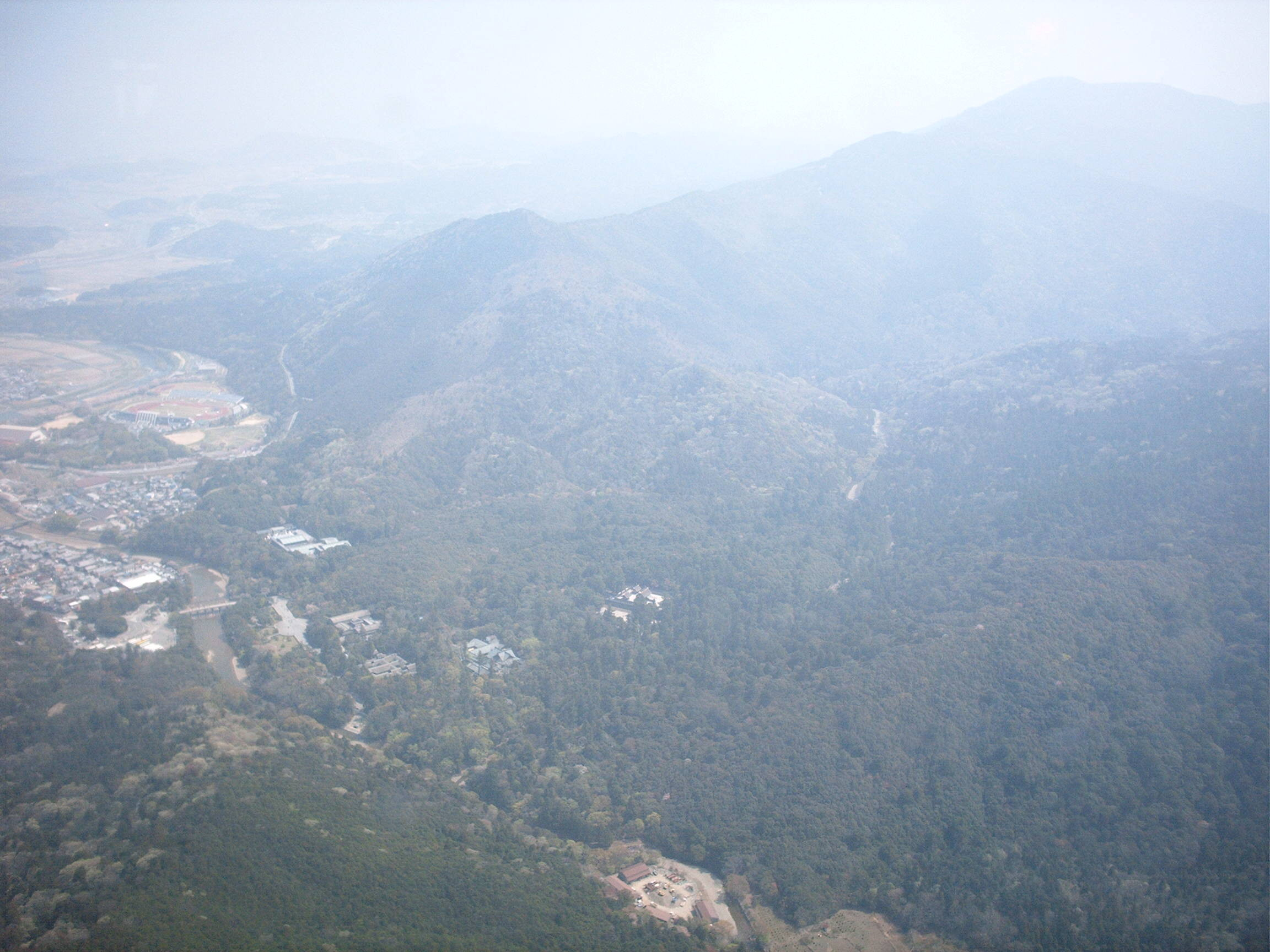
内宮の森

『日本書紀』によると垂仁天皇26年（紀元前4年）に倭姫命が宇治に巡行した際、天照大神が「この地に留まりたい」としたため磯宮として創設されたのが皇大神宮の始まりとされる。また考古学的には水流の緩やかな五十鈴川のほとりであったことから、弥生時代頃から人々が定住し始めたと見られている。また古墳時代のものと思われる道具が数多く出土している。
645年の大化の改新以降に磯宮は皇大神宮に改称され、皇室の祖先神として位置付けられるようになった。それ以降、荒木田氏が代々内宮の禰宜を世襲することとなった。
中世に入ると朝廷からの資金が滞るようになったことから、荘園開発に力を入れるようになる。また伊勢国司の北畠氏を味方に付けることに成功し、御師の活躍もあり、外宮を擁する山田よりも優位に立つことができた。
南北朝時代には国司の北畠氏が南朝方についたことから、宇治も南朝の支配下に置かれた。室町時代には度会家行が伊勢神道を興し、外宮の方が内宮よりも格が上であると主張を始める。これ以降、宇治と山田の地位が逆転するようになっていった。
この背景には地理的特性も影響している。山田側はこの地理的優位性を利用して、宇治へと繋がる道を封鎖するなどして参宮客が宇治に流れるのを阻止するという強硬策に打って出た。これに対し、宇治は山田の町や神宮に火を放つなどして応戦、以降激しい対立関係となる。
山田との対立の中で宇治六郷と総称される惣が形成されるようになり、それらを統括する宇治会合年寄（うじかいごうとしより）も組織された。これは明治維新以後の近代国家成立までの間、宇治の自治組織として機能された。
江戸時代にはお蔭参りの流行により大いに賑わった。そのような中で外宮と内宮の中間に位置する間の山（古市丘陵）に精進落としの町古市が成立するようになり、宇治に属することとなった。（なお、古市に関してはこちらを参照。）そうした中、山田奉行所が慶長8年（1603年）に設置され、その管理下に置かれた。
明治時代になると伊勢神宮が国家神道の頂点とされ、皇祖神を祀る内宮を擁する宇治は国威発揚の場となった。1889年（明治22年）には長い間対立してきた山田とともに宇治山田町（うじやまだちょう）になり、1906年（明治39年）に市制を施行した。市役所等の政治の権限は山田に移り、明治以降は伊勢の文化の中心地として成長していった。
この時代には山田との連絡が強化され、国道1号（現在は国道23号及び御幸道路）や神都線（路面電車）が整備された。一方、江戸時代まで参詣道の花形であった古市街道は主要道から外され、古市の町は衰退した。
1946年（昭和21年）11月20日、戦後初の国立公園である伊勢志摩国立公園が誕生し、宇治も指定される。以降、国家神道から離れた観光地として賑わうこととなる。

## 現況
山田が衰退していく中で宇治は観光地としての活路を見出だし、「日本の心の故郷」はなお健在である。赤福の子会社である有限会社伊勢福が運営する内宮のおかげ横丁は江戸時代のお伊勢さんを再現したテーマパークのような存在であり、隣接するおはらい町と共に人気観光地となっている。赤福は観光のみならず、伊勢全体の政治・経済・文化を通して影響力を持っており（赤福先代社長で元会長の濱田益嗣（ますたね）は伊勢商工会議所会頭を兼ねていた（会長は2007年10月31日付、会頭は同じく10月18日付で辞職）。また伝統企業の国際組織であるエノキアン協会会員企業でもある）、山田の側からは栄える宇治の象徴としてみられることもある。
また平成不況以後、三重県内の公示地価は下落し続けているものが、宇治だけは横ばいを続けている。
- 観光入込客数（伊勢市）：約1293万人（2007年度）[1]

### 呼称について
山田とは異なり現在でも「宇治〜町」という地名が残っていることもあり、「宇治」という呼称は使用されている。ただし、広義の宇治である古市丘陵を宇治と呼ぶことはほとんどない。

## 地域
伊勢市役所では、狭義の宇治を進修（しんしゅう）地区、古市丘陵を修道（しゅうどう）地区と称している。人口は2010年8月末現在。

### 進修

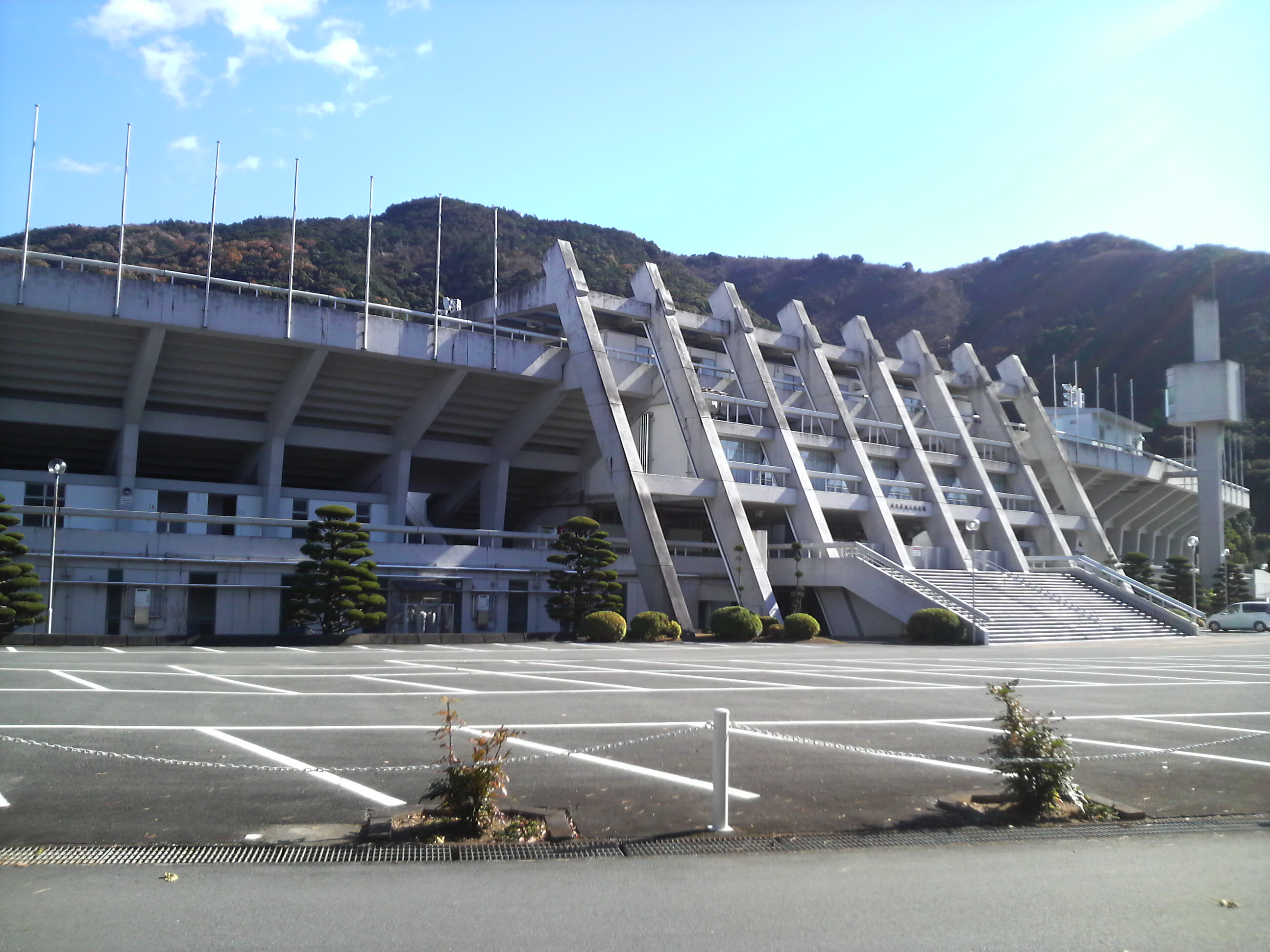
三重県営総合競技場陸上競技場

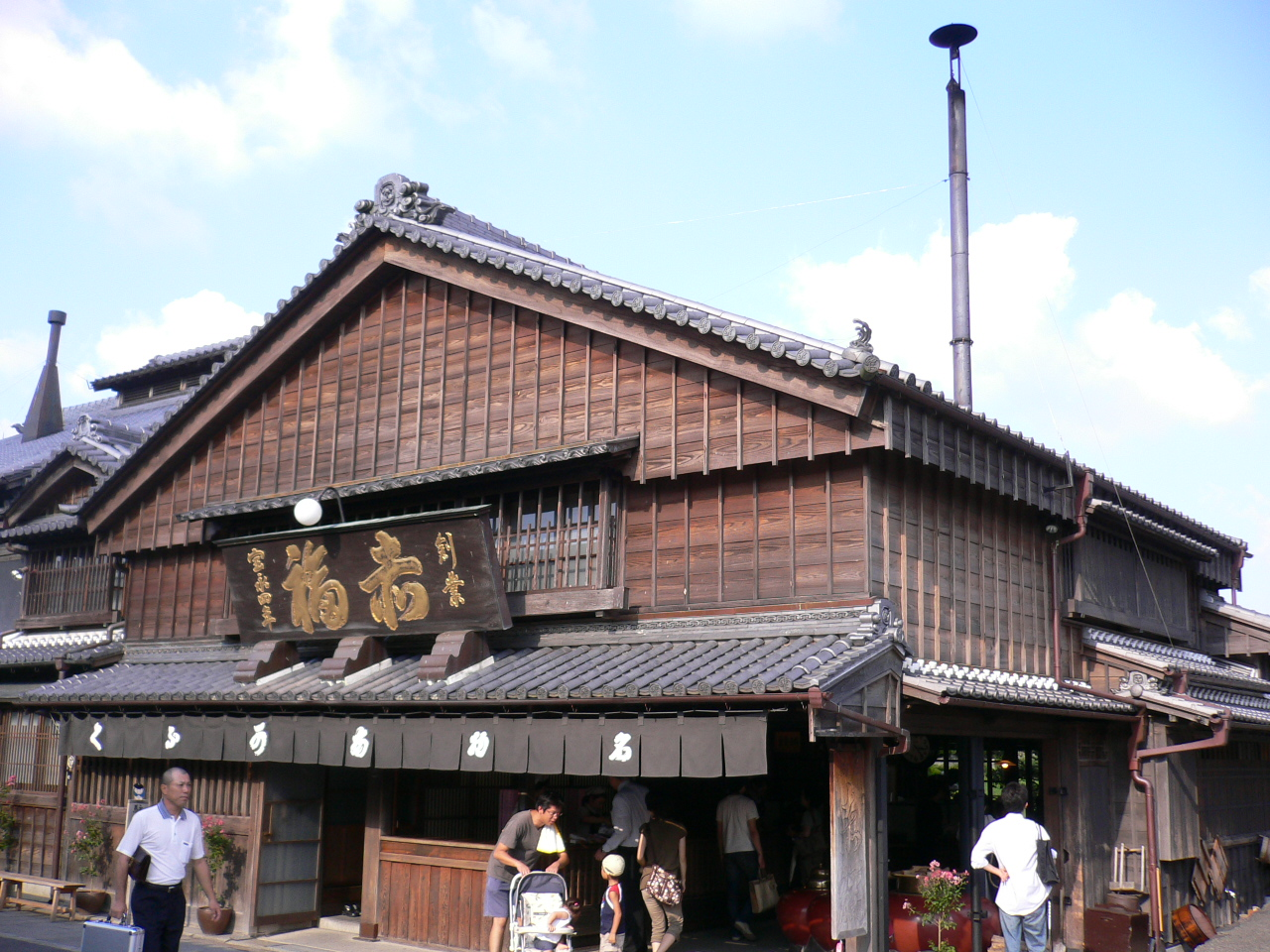
赤福本店

狭義の宇治地区。伊勢志摩を代表する観光地である。
宇治館町（うじたちちょう）
内宮の鎮座地。大部分が宮域林（神宮林）である。志摩市及び鳥羽市と隣接。人口237人。
- 伊勢神宮皇大神宮（内宮）
  - 神宮司庁
  - 神宮司庁工作場
  - 荒祭宮・風日祈宮 - 内宮境内の別宮

- 五十鈴公園 - 旧神宮外苑。伊勢市の戦後復興に際して運動公園になった。
  - 三重県営総合競技場
    - 三重県営体育館
    - 陸上競技場

- 伊勢志摩スカイライン

宇治今在家町（うじいまざいけちょう）
北部は宇治橋前であり、内宮の鳥居前になっている。南部は度会郡南伊勢町まで続く広大な山林が広がり、高麗広（こうらいびろ）という小集落がある。人口200人。
- 宇治橋 - 一般に聖界と俗界を分ける橋とされ、渡った先が内宮の神域である。
- 岩戸屋
- 旧林崎文庫 - 内宮所蔵の図書を整理・保管する施設であった。現在は神宮文庫に統合。
- 内宮前バスターミナル - ロータリーになっており、全日本大学駅伝対校選手権大会のゴール地点となる。また、毎年1月4日の仕事始めで内閣総理大臣が伊勢神宮に参拝する際、車から降りる地点でもある。

宇治中之切町（うじなかのきりちょう）
内宮鳥居前町の中心部。江戸時代風の建築物が軒を連ねる。人口186人。
- おかげ横丁 - おかげ参りで賑わった頃の伊勢の街並を再現したテーマパーク。入場無料。
- 伊勢おはらい町通り - 通称おはらい町。一部は三重県道に認定されている（県道715号）。
  - 赤福本店
  - 百五銀行内宮前支店

- 神宮五十鈴川幼稚園
- 神宮会館 - 宿泊施設

宇治浦田（うじうらた）・宇治浦田町（うじうらたちょう）
宇治で唯一、丁目が設定されている（1 - 3丁目）。内宮鳥居前町の入り口。人口は宇治浦田が2,198人。（宇治浦田町は無住地区）。
- 1丁目（524人）
  - 伊勢市営駐車場
    - お伊勢まいり資料館（浜幸パール）
    - 赤福五十鈴川店

  - 五十鈴川河川敷駐車場（臨時）
  - 五十鈴川郵便局 - おはらい町の中にあり、周囲の景観に合わせて江戸時代風の外観になっている。
  - 神宮道場

- 2丁目（462人）
  - 伊勢市立進修小学校
  - 猿田彦神社

- 3丁目（1,212人）
  - 滝倉団地

### 修道

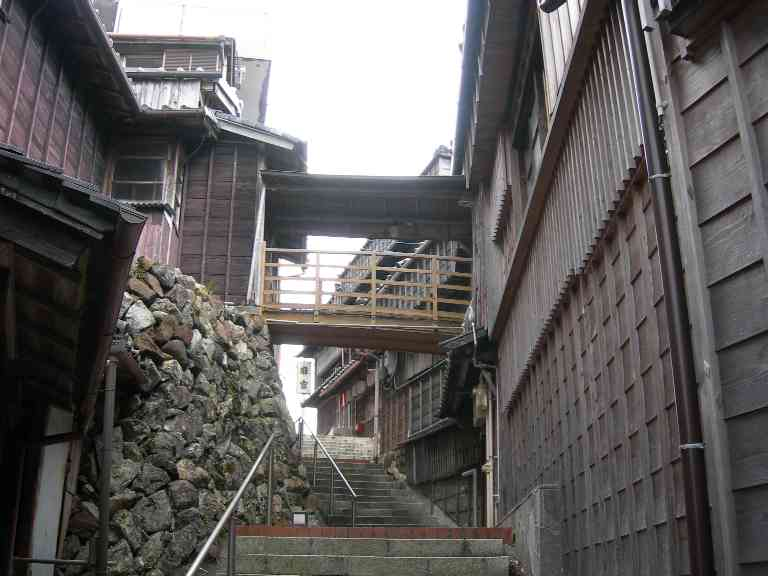
麻吉旅館

かつては大いに繁栄したが、現在はその栄華を残すものは少ない。伊勢市役所の定義では、以下に加え、倭町（山田の一部、人口797人）と中村町字桜が丘（四郷の一部、人口818人）を含む。
桜木町（さくらぎちょう）
古市街道の終点にある坂道の住宅地。人口1,110人。
- 伊勢市立さくらぎ保育所

中之町（なかのちょう）
古市の繁栄を伝える施設が点在している。伊勢自動車道が町内を通過する。人口622人。
- 伊勢市立伊勢古市参宮街道資料館
- 麻吉旅館 - 江戸時代から続く、古市街道に現存する唯一の宿。

古市町（ふるいちちょう）
現在は繁栄の面影は見られず、住宅街となっている。近鉄鳥羽線が町内を通過する。人口765人。
- 伊勢市市営庭球場
- 伊勢古市郵便局

久世戸町（くせどちょう）
古市町に隣接する住宅地区。人口188人。
- 伊勢市立修道小学校
- 本誓寺

## 宇治の食文化
- 赤福餅
- 朔日餅
- 伊勢うどん
- 生姜糖
- 太閤出世餅

## 出身者
- 磯部百鱗 - 画家、神官[8]
- 伊藤小坡 - 画家